# Mónaco en los Juegos Olímpicos de Vancouver 2010
Mónaco estuvo representado en los Juegos Olímpicos de Vancouver 2010 por tres deportistas, dos hombres y una mujer, que compitieron en dos deportes.
La portadora de la bandera en la ceremonia de apertura fue la esquiadora alpina Alexandra Coletti. El equipo olímpico monegasco no obtuvo ninguna medalla en estos Juegos.